# Leopoldo J. Niilus
Leopoldo Juan Niilus (* 19. Januar 1930 in Tallinn, Estland; † 9. Februar 2015 in Genf, Schweiz) war ein argentinischer Jurist, Direktor einer Abteilung des Weltrates der Kirchen, Generalsekretär der Vereinigten Lutherischen Kirche Argentiniens und Autor.

## Leben
Niilus entstammt einer protestantischen Familie. Sein Vater war Jaan Eduard Niilus und die Mutter Meta geborene Kiris. Schon während des Besuchs der Volksschule und der Oberschule entdeckte er sein Interesse an Rechtsfragen. Nach der Auswanderung nach Argentinien studierte er an der Nationalen Universität in Buenos Aires Rechtswissenschaften.
Ende der 1960er Jahre wurde er zum Direktor der Kommission der Kirchen für internationale Angelegenheiten (CCIA) des Weltrates der Kirchen (WCC/ÖRK) berufen. Unter seiner Leitung kam es zu einer Umstrukturierung, so dass die Mitgliedskirchen des Südens größeren Einfluss im ÖRK bekamen. In den frühen 1970er Jahren spielte er eine wichtige Rolle bei den Verhandlungen über einen Friedensvertrag im Sudan.
Leopoldo J. Niilus war zuletzt Generalsekretär der Bewegung für Kirche und Gesellschaft in Lateinamerika (ISAL) gewesen und leitete nun eine Reihe tiefgreifender Veränderungen ein. Der Sitz der CCIA wurde zwecks größerer Nähe zum neugestalteten ÖRK von New York nach Genf verlegt. Eine neue und erstmals für alle Regionen repräsentative Kommission wurde gebildet.
Niilus beteiligte sich an der Arbeit der Christlichen Friedenskonferenz (CFK), an deren III. Allchristlichen Friedensversammlung (ACFV) er 1968 in Prag teilnahm.
Eine Ökumenische Aktion für Frieden und Gerechtigkeit Ohne Rüstung Leben reiste im Mai 1980 nach Genf mit der Bitte um Unterstützung durch den ÖRK. Sie waren mit einem pazifistischen Aufruf an die Öffentlichkeit getreten, der die Selbstverpflichtung enthielt „Ich bin bereit, ohne den Schutz militärischer Rüstung zu leben.“ Nach ihrem Gespräch mit den Vertretern des CCIA Leopoldo Niilus und Ninan Koshy wurde ihre Bitte abgewiesen.
1979 folgte Ninan Koshy, ein indischer Laie, dem damaligen Direktor Leopoldo Niilus in seinem Amt. Er leitete die CCIA bis 1991.
Niilus trat auch zusammen mit David McDuff als Übersetzer u. a. eines Gedichtes „Christmas Greetings 1941“ auf.
Niilus war verheiratet mit Malle Reet Veerus de Niilus und hat eine Tochter.

## Veröffentlichungen
- Central America: A Region in Crisis. Update on El Salvador, Nicaragua, Panama, LWF. September 1989, mimeo., np. (internal document)
- Walter Kreck, Leopoldo Niilus: Schritte zum Frieden: Internationale Verträge, Friedensarbeit der Kirchen, Friedensarbeit vor Ort. Band 81; Band 89 von @Arnoldshainer Protokolle, Evangelische Akademie Arnoldshain, 1981.
- El Exodo como el Génesis de la Revolución. In: De la Iglesia y la Sociedad. Montevideo 1971, S. 49–60.
- Some information about the different periods of Estonia's history.
- Julio de Santa Ana, Joanildo Burity u. a.: Beyond Idealism. a way ahead for ecumenical social ethics. (Jenseits von Idealismus: ein Weg in die Zukunft ökumenischer Sozialethik.) Herausgegeben von Robin Gurney, Heidi Hadsell, und Lewis Mudge. Eerdmans Pub., Grand Rapids, Michigan 2006, ISBN 0-8028-3187-7.